# Крокова (гміна)
Гміна Крокова (пол. Gmina Krokowa) — сільська гміна у північній Польщі. Належить до Пуцького повіту Поморського воєводства.
Станом на 31 грудня 2011 у гміні проживало 10543 особи.

## Територія
Згідно з даними за 2007 рік площа гміни становила 211.83 км², у тому числі:
- орні землі: 54.00%
- ліси: 32.00%

Таким чином, площа гміни становить 36.84% площі повіту.

## Населення
Станом на 31 грудня 2011:
| Опис     | Загалом | Загалом | Чоловіки | Чоловіки | Жінки | Жінки |
| -------- | ------- | ------- | -------- | -------- | ----- | ----- |
| одиниця  | осіб    | %       | осіб     | %        | осіб  | %     |
| все      | 10543   | 100     | 5378     | 51.01    | 5165  | 48.99 |
| міське   | 0       | 100     | 0        |          | 0     |       |
| сільське | 10543   | 100     | 5378     | 51.01    | 5165  | 48.99 |

## Сусідні гміни
Гміна Крокова межує з такими гмінами: Вейгерово, Владиславово, Ґневіно, Пуцьк, Хочево.